# 華視主頻
華視主頻，是中華電視公司（華視）的主頻道兼綜合台。華視成立於1971年1月8日，10月31日正式開播。

## 歷史
- 1956年教育部部長張其昀任內即有設立教育電視台（即華視前身）之倡議。
- 1958年，國立教育資料館館長劉先雲在台北市南海路籌建館舍時，即預定以館舍七至八樓為教育電視台總部。
- 1961年8月，教育部部長黃季陸向全國教育會議提議設立教育電視台。
- 1970年2月16日，中華民國政府原則決定投資新台幣一億元，將教育電視廣播電台擴建為中華電視台。
- 1970年5月，行政院第117次院會核准中華電視台建台計畫立案。
- 1971年1月31日，中華電視台正式成立，教育電視廣播電台走入歷史，同年10月31日開播。
- 2012年6月30日中午起，無線電視數位化後定頻於34頻道。
- 2015年1月20日起，部分數位有線電視改為HD高畫質播出。6月8日，全面改以16:9的規格播出。7月29日，國家通訊傳播委員會通過華視主頻升級為HD訊號播出申請案。8月28日，中華電信MOD升級為高畫質播出（原定於9月1日升級）。10月1日早上5點，無線電視訊號升格為高畫質（HD）播出，成為第二家主頻道改為高畫質播出的無線電視台[2]。
- 本頻道在國家通訊傳播委員會的登記名稱為「中華電視台」[3]，華視將本頻道定名為「華視主頻」或「華視本頻」[4]，而一般坊間稱呼為「華視頻道」或「華視」。

## 主要節目

### 新聞
- 華視晨間新聞（與新聞資訊台聯播；如果主頻轉播美國職棒大聯盟，則只在新聞資訊台單獨播出）
- 華視午間新聞（與新聞資訊台聯播；如果主頻轉播美國職棒大聯盟，則只在新聞資訊台單獨播出）
- 華視在地新聞（僅周一至周四播出，台語；周五在新聞資訊台單獨播出）
- 華視晚間新聞
- 華視夜間新聞（僅周一至周五播出，2023年1月1日已復播）
- 華視新聞雜誌

### 情報
- 華視生活廣場：星期一至五 16:53-16:58播出

### 社教
- 莒光園地（國軍訓練課程，由國防部政治作戰局製作）

### 綜藝
播出中
- 天才衝衝衝

### 動畫
- 烏龍派出所
- 哆啦A夢
- 排球少年
- 名偵探柯南
- 逆轉裁判
- 棒球大聯盟

### 已播畢動畫
日本
1999年以前
- ◇無敵鐵金剛
- ◇金剛戰神
- ◇萬裡尋母
- ◇小浣熊
- ◇小甜甜
- ◇天威勇士
- ◇宇宙戰艦
- ◇萬裡尋父
- ◇小偵探
- ◇小青蛙
- ◇小仙蒂
- ◇小康康
- ◇七海遊龍
- ◇歡歡仙子
- ◇小木偶
- ◇糊塗魔術師
- ◇救難小英雄
- ◇小玲的故事
- ◇親親天使心
- ◇小泰山
- ◇無敵小戰士
- ◇小戰士
- ◇正義雙俠
- ◇甜甜仙子
- ◇宇宙王
- ◇小巫仙
- ◇魔法小天使
- ◇燕燕的故事
- ◇龍龍與忠狗
- ◇小安娜
- ◇羅密歐的藍天
- ◇小寶歷險記
- ◇時空爭霸戰
- ◇霹靂日光號
- ◇剛彈勇士
- ◇小俏妞
- ◇安徒生童話
- ◇小海獺
- ◇美少女戰士
- ◇美少女戰士R
- ◇美少女戰士S
- ◇黑豹傳奇
- ◇機器勇士
- ◇雷鳥2086
- ◇卡拉OK戰士
- ◇家有賤狗
- ◇忍者亂太郎
- ◇一休和尚
- ◇灌籃高手
- ◇愛天使傳說
- ◇足球英雄
- ◇寶寶日記
- ◇時空偵探
- ◇小紅豆
- ◇中華一番！
- ◇水戶黃門
- ◇彈珠超人
- ◇奧運高手
- ◇美味大挑戰
- ◇爆走兄弟
- ◇人小鬼大

2000年
- ◇千禧年大尋寶
- ◇遊戲王
- ◇庫洛魔法使

2001年
- ◇女神候補生
- ◇閃靈二人組
- ◇妹妹公主
- ◇銀河英雄傳說

2002年
- ◇恐龍救生隊
- ◇獵人
- ◇凡爾賽玫瑰
- ◇棋靈王

2003年
- ◇火影忍者
- ◇神鵰俠侶

2004年
- ◇元氣五胞胎
- ◇魔兵傳奇

2005年
- ◇Keroro軍曹（第1-3季）
- ◇遊戲王GX（第1季）

2006年
- ◇花田少年史
- ◇真珠美人魚
- ◇洛克人EXE無印版
- ◇洛克人EXE AXESS

2007年
- ◇火影忍者疾風傳
- ◇極速方程式
- ◇魔法咪路咪路（第一、二季）

2008年
- ◇棒球大聯盟

2012年
- ◇影子籃球員（第一、二季）
- ◇王牌投手振臂高揮
- ◇最高機密

2013年
- ◇宇宙兄弟
- ◇北海小英雄

2014年
- ◇遊戲王5D's（第1-64集）
- ◇阿爾卑斯少女～小天使（新主題曲版本）

2015年
- ◇妖怪手錶系列（第1-117集）
- ◇神奇寶貝XY1
- ◇飆速宅男
- ◇排球少年（第一、二季）

2016年
- ◇神奇寶貝XY2
- ◇神奇寶貝超級願望

2017年
- ◇神偷怪盜
- ◇逆轉裁判

歐美
- ◇太空超人
- ◇藍色小精靈
- ◇地球先鋒隊
- ◇頑皮豹
- ◇米老鼠
- ◇救難小福星
- ◇高飛家族
- ◇阿拉丁
- ◇彭彭丁滿歷險記
- ◇復仇者聯盟：史上最強英雄戰隊

中國大陸及台灣
- ◇少林傳奇
- ◇隋唐英雄傳
- ◇觀測站少年（綜合娛樂台）
- ◇小太陽（綜合娛樂台）
- ◇小貓巴克里（綜合娛樂台）

特攝
- 台灣
- 太空戰士（1984年～1987年）
- 月光使者（1985年）
- 月光使者：閃電遊俠（1986年）

日本
- ◇鹹蛋超人
- ◇鹹蛋超人帝納
- ◇鹹蛋超人蓋亞
- ◇鹹蛋超人高斯
- ◇假面騎士龍騎
- ◇超光戰士（1998年～1999年）

大陸
- ◇鎧甲勇士

### 體育
- 美國職棒看華視（轉播週末場次）

### 戲劇
- 門當互懟愛上你
- 請回答1988（外購節目）

## 跨年晚會
- 《夢公園跨年演唱會》（1998年12月31日播出）
- 《2013愛閃耀 i桃園跨年晚會》
- 《2014愛與幸福閃耀桃園跨年晚會》
- 《2015桃園升格幸福無限跨年晚會》
- 《2016閃亮新桃園跨年晚會》
- 《捷乘歡迎 2017桃園跨年晚會》
- 《2019臺北最HIGH新年城・狂放電》
- 《2020臺北最HIGH新年城・這裡我們混大的 TAIPEI x TAIPEI》
- 《2021紫耀義大・享樂拾光 跨年晚會》
- 《2022高雄跨年晚會-高流場》（和教育體育文化台、公視3台聯播）
- 《2023台中新站・麗寶跨年演唱會》
- 《2025高雄跨年晚會》

## 外部連結
- 中華電視公司 （页面存档备份，存于）
- 華視主頻節目表 （页面存档备份，存于）
- 012 華視 - 中華電信 MOD 網站 （页面存档备份，存于）